# لس سرالبس
لس سرالبس (به اسپانیایی: Los Cerralbos) یک شهرستان در اسپانیا است که در استان تولدو واقع شده‌است.

## خصوصیات
لس سرالبس ۴۰ کیلومترمربع مساحت و ۴۳۱ نفر جمعیت دارد و ۴۶۲ متر بالاتر از سطح دریا واقع شده‌است.